# Serra dels Paranys
La Serra dels Paranys és una serra situada als municipis de Sant Pere de Ribes i Sitges (Garraf), amb una elevació màxima de 109 metres.